# Hans-Gerhard Dedeke

Hans-Gerhard Dedeke

Hans-Gerhard Dedeke (* 1. März 1904 in Herdorf; † 8. August 1975 in Ennepetal) war ein deutscher Politiker (NSDAP).

## Leben und Wirken
Nach dem Besuch der Volksschule in Milspe, des Realgymnasiums in Schwelm und Gevelsberg absolvierte Dedeke von 1922 bis 1924 eine Banklehre beim Barmer Bankverein. Ab 1924 war er bei verschiedenen Eisen- und Röhren-Großhandlungen in kaufmännischer Tätigkeit beschäftigt.
Zum 1. Dezember 1930 war Dedeke der NSDAP beigetreten (Mitgliedsnummer 379.186). Zwischen Dezember 1930 und Februar 1932 war er stellvertretender Ortsgruppenleiter und danach bis Mai 1935 Ortsgruppenleiter in Milspe. Von 1933 bis 1934 war Dedeke Gemeindevorsteher der Gemeinde Milspe. 1935 wurde er zum Kreisleiter des Kreises Ennepe-Ruhr ernannt und blieb dies bis 1943. Zugleich war er noch von 1937 bis 1938 und nochmal von 1940 bis 1942 Kreisleiter in Witten. Vom 29. März 1936 bis zum Ende der nationalsozialistischen Herrschaft im Frühjahr 1945 saß Dedeke als Abgeordneter für den Wahlkreis 18 (Westfalen Süd) im nationalsozialistischen Reichstag. Dedeke gehörte dem Aufsichtsrat der AG für wirtschaftliche Unternehmungen im Ennepe-Ruhr-Kreis und als stellvertretender Vorsitzender dem Aufsichtsrat der Gemeinnützigen Wohnungsbaugesellschaft für den Ennepe-Ruhr-Kreis GmbH an.
Am 25. Mai 1944 war er bis zum 31. August 1944 zur Parteikanzlei abkommandiert, wo er als Sachbearbeiter für Ernährungsfragen zuständig war. Kurz danach wurde er aus dem Parteidienst verabschiedet und arbeitete in einer Schuhfabrik in Witten. Am 17. April 1945 geriet er in Kriegsgefangenschaft. Ab dem 2. August war er in Staumühle interniert. Am 10. Februar 1948 wurde er vom Spruchgericht Hiddessen zu drei Jahren Gefängnis und 5000 Reichsmark Geldstrafe verurteilt. Bis zum 7. September 1948 befand er sich in Revisionshaft. Nachdem dieser nicht stattgegeben wurde, kam er in Strafhaft. Da seine Internierungshaft nur als ein Jahr von seiner Haftstrafe angerechnet wurde, wurde er nach zwei Jahren Gefängnis am 28. Februar 1950 entlassen. Später war Dedeke noch als kaufmännischer Angestellter und Handelsvertreter in Gevelsberg tätig.